# Schwarzkappen-Feenbarsch
Der Schwarzkappen-Feenbarsch (Gramma melacara) ist ein kleiner Meeresfisch, der in der Karibik vorkommt und dort weit verbreitet ist. Nachgewiesen wurde die Art bisher an den Küsten der Bahamas, Kubas, Hispaniolas, Jamaikas und Grand Caymans, sowie an der Westküste Mittelamerikas (Belize, Honduras) und der Nordküste Südamerikas (Kolumbien). Wahrscheinlich ist sie noch weiter verbreitet.

## Merkmale
Der Schwarzkappen-Feenbarsch erreicht eine Maximallänge von 8 cm. Vom im selben Lebensraum vorkommenden zweifarbigen, vorne violett und hinten gelb gefärbten Königs-Feenbarsch (Gramma loreto) unterscheidet sich der Schwarzkappen-Feenbarsch vor allem durch seine fast den gesamten Körper umfassende, violette Grundfärbung. Lediglich auf der Kopfoberseite liegt eine schwarze Zone, die von der Schnauzenspitze über die Augen bis zur vorderen Hälfte der Rückenflosse reicht. Die Schwanzflosse ist beim Schwarzkappen-Feenbarsch mondsichelförmig mit spitzen oberen und unteren Loben. Die Bauchflossen sind wesentlich kürzer als beim Königs-Feenbarsch und reichen gerade bis zum Beginn der Afterflosse.
- Flossenformel: Rückenflosse XIII–(XIV)/(8)–9, Afterflosse III/10, Pectorale 16–18.

## Lebensraum
Der Schwarzkappen-Feenbarsch kommt sympatrisch mit dem Königs-Feenbarsch vor. Während ersterer aber flaches Wasser bevorzugt, löst der Schwarzkappen-Feenbarsch ihn in Tiefen unterhalb 30 m ab und kommt bis in Tiefen von 180 m vor. Dort lebt er versteckt in Spalten und Höhlen an steilen Außenriffkanten. Wenn sich der Schwarzkappen-Feenbarsch näher zum Höhlendach als zum Höhlenboden befindet, schwimmt er oft mit dem Bauch nach oben. Die substratbrütende Art wurde schon im Aquarium nachgezogen.